# هونگ سونگ سیک
هونگ سونگ سیک (انگلیسی: Hong Sung-sik؛ زادهٔ ۱۰ مهٔ ۱۹۷۱) بوکسور اهل کره جنوبی است.